# Селезньов Дмитро Михайлович
Селезньов Дмитро Михайлович (28 лютого 1897, село Семенівка, Тамбовська губернія, Російська імперія — 29 жовтня 1960, Куйбишев, РРФСР, СРСР) — радянський військовий діяч, генерал-майор (1940).

## Біографія
Народився у селянській родині. У 1916 році призваний до Російської імператорської армії, учасник Першої світової війни, дослужився до унтер-офіцера. У 1918 році вступив до Червоної Армії. Під час Громадянської війни в Росії та радянсько-польської війни був комісаром полку, комісаром артилерії і штабу 16-ї стрілецької дивізії. Після завершення короткострокових курсів при Комуністичному університеті імені Свердлова у Москві служив комісаром стрілецького полку 16-ї стрілецької дивізії, комісаром дивізійної школи 20-ї стрілецької дивізії, відповідальним організатором артилерійського полку.
У 1926 році закінчив курси «Постріл», а у 1933 році закінчив Військову академію імені Фрунзе. У 1933—1934 роках — командир і комісар 280-го стрілецького полку 94-ї стрілецької дивізії, у 1934—1939 роках — командир 73-ї стрілецької дивізії, із 1939 року командував 53-м стрілецьким корпусом.
На початку німецько-радянської війни продовжував командувати 53-м стрілецьким корпусом 24-ї армії Резервного фронту. Брав участь у Смоленській битві. Із 3 по 22 серпня 1941 року — начальник тилу 43-ї армії, із 22 серпня по 2 вересня 1941 року — командувач 43-ї армії. Брав участь у Єльнинській операції, за невдалі бойові дії знятий з командування. Із 10 по 20 жовтня 1941 року — заступник командувача Західним фронтом.
Із 20 жовтня 1941 по вересень 1942 року командував 17-ю стрілецькою дивізією, у вересні-грудні 1942 року був заступником командувача 43-ї армії. Із 16 грудня 1942 по 4 березня 1943 року командував 22-ю армією, брав участь в операції «Марс». Із 4 березня по 9 квітня 1943 року — заступник командувача 4-ї Ударної армії, а з 9 квітня по 18 травня 1943 року командував цією ж армією. У травні-жовтні 1943 року перебував у госпіталі. Із жовтня 1943 по серпень 1945 року був заступником командувача Приволзьким військовим округом, із серпня 1945 року був у розпорядженні начальника тилу РСЧА. У 1946 році вийшов у відставку. Помер у Куйбишеві.

## Нагороди
- Орден Леніна (1945)
- Два ордени Червоного Прапора (1942, 1944)
- Орден Червоної Зірки (1941)
- Орден Республіки (Тувинська Аратська Республіка)
- Медаль «За оборону Москви» (1944)
- Медаль «XX років РСЧА» (1938)
- Медаль «За перемогу над Німеччиною» (1945)